# Agata Kulesza
Agata Kulesza-Figurska (sinh ngày 27 tháng 9 năm 1971 tại Szczecin) là một diễn viên điện ảnh và diễn viên sân khấu người Ba Lan. Agata Kulesza là thành viên của Viện Hàn lâm Điện ảnh Ba Lan.

## Học vấn
Từ năm 1990, Agata Kulesza theo học tại Học viện Nghệ thuật Sân khấu Quốc gia Aleksander Zelwerowicz ở Warsaw và tốt nghiệp xuất sắc vào năm 1994.

## Sự nghiệp
Agata Kulesza diễn xuất trên sân khấu của Nhà hát Kịch ở Warsaw trong các năm 1994-2011. Từ năm 2011, cô làm việc cho Nhà hát Ateneum ở Warsaw. Năm 2012, vai chính trong bộ phim Róża của đạo diễn Wojciech Smarzowski đã giúp cô mang về Giải Oscar Ba Lan ở hạng mục Nữ diễn viên chính xuất sắc nhất. Tiếp nối thành công này, năm 2013, vai diễn Wanda trong bộ phim Ida cũng được giới phê bình đánh giá cao và giúp cô mang về nhiều giải thưởng cũng như đề cử.
Agata Kulesza còn là một nhân vật truyền hình nổi tiếng. Cô là một thí sinh trong chương trình giải trí Dancing with the Stars phiên bản Ba Lan năm 2008. Cô xuất hiện rộng rãi trên các phương tiện truyền thông đại chúng sau khi chiến thắng cuộc thi này. Agata Kulesza cũng là người chiến thắng đầu tiên của chương trình mà đã quyên góp giải thưởng cho tổ chức từ thiện.

## Đời tư
Agata Kulesza kết hôn với chuyên viên quay phim Marcin Figurski. Cặp đôi có với nhau một cô con gái tên là Marianna (sinh năm 1997).

## Thành tích nghệ thuật
| Năm  | Tựa đề                               | Vai diễn                              | Ghi chú |
| ---- | ------------------------------------ | ------------------------------------- | --- |
| 1993 | Człowiek z...                        | Anna                                  | |
| 1995 | Die Straßen von Berlin               | Katharina Stefanescu                  | Tập: Babuschka |
| 1996 | Poznań '56                           | Zoska                                 | |
| 2001 | The Spring to Come                   | người phụ nữ                          | |
| 2002 | Moje pieczone kurczaki               | Agata, vợ của Wojtek                  | |
| 2003 | Siedem przystanków na drodze do raju | người phụ nữ khiếm thính              | |
| 2004 | Cudownie ocalony                     | tù nhân Czarna                        | |
| 2004 | Park tysiąca westchnień              | họa sĩ                                | |
| 2005 | Fortuna czyha w lesie                | luật sư                               | |
| 2005 | Solidarność, Solidarność...          | vợ của Filip                          | Tập: Petrol |
| 2006 | Co słonko widziało                   | trưởng nhóm                           | |
| 2006 | Fundacja                             | Anka Malecka - con gái của Mieczyslar | |
| 2006 | Niania                               | nữ diễn viên                          | Tập: Rabnieta owca |
| 2007 | Kilka prostych słów                  | Krystyna                              | |
| 2008 | Mała wielka miłość                   | bác sĩ                                | |
| 2009 | Zamiana                              | Miecia                                | |
| 2009 | Synowie                              | Lucyna Dobrowolska                    | TV |
| 2009 | Mała wielka miłość                   | bác sĩ                                | TV |
| 2009 | 39 i pół                             | Hania                                 | Tập: Rola zycia |
| 2010 | Skrzydlate świnie                    | Karina Klaus                          | |
| 2010 | Ojciec Mateusz                       | Renata Szulc                          | Tập: Talent |
| 2011 | Ki                                   | Miriam                                | |
| 2011 | Róża                                 | Róza Kwiatkowska                      | Giải Oscar Ba Lan ở hạng mục Nữ diễn viên chính xuất sắc nhất |
| 2011 | Suicide Room                         | Beata Santorska                       | |
| 2011 | Rodzinka.pl                          | Maria                                 | TV |
| 2011 | Prosto w serce                       | Aneta Sienkiewicz                     | TV |
| 2012 | Miłość                               | vợ của thị trưởng                     | |
| 2012 | Dzień Kobiet                         | nhà tâm lý                            | |
| 2012 | Prawo Agaty                          | Krystyna Sikorska                     | Tập #1.5 |
| 2012 | Krew z krwi                          | Carmen Rota                           | TV - 8 tập |
| 2013 | Traffic Department                   | Jadzia                                | |
| 2013 | Ida                                  | Wanda                                 | Giải thưởng tại Liên hoan phim Gdynia: Nữ diễn viên chính xuất sắc nhất Giải thưởng tại Liên hoan phim Quốc tế Gijón: Nữ diễn viên chính xuất sắc nhất Giải thưởng của Hiệp hội phê bình phim Los Angeles: Nữ diễn viên phụ xuất sắc nhất Giải thưởng tại Liên hoan phim Quốc tế Minsk: Nữ diễn viên chính xuất sắc nhất Giải thưởng tại Liên hoan phim Quốc tế RiverRun: Nữ diễn viên chính xuất sắc nhất |
| 2013 | In Hiding                            | Wanda                                 | |
| 2013 | Desire for Beauty                    |                                       | |
| 2013 | Wszystkie kobiety Mateusza           | Maciejka                              | |
| 2016 | The Innocents                        |                                       | |
| 2016 | True Crimes                          | Marta                                 | |
| 2016 | I'm a Killer                         | Lidia Kalicka                         | |
| 2018 | Cold War                             | Irena                                 | |
| 2020 | The Hater                            | Beata Santorska                       | |
| 2020 | Never Gonna Snow Again               |                                       | |